# De eindafrekening 2009
De eindafrekening 2009 is de lijst van nummers die het tijdens het jaar 2009 het best hebben gedaan in de Afrekening, de wekelijkse lijst van Studio Brussel.
De eindafrekening 2009 werd op woensdag 6 januari 2010 gepresenteerd door An Lemmens en was te horen bij Studio Brussel. 

Met 11 nummers is België het best vertegenwoordigd in de eindafrekening 2009. Daarna volgen Groot-Brittannië (10) en de Verenigde Staten (7). Australië en Ierland hebben er ook elk één (AC/DC en U2).
| Nummer | Artiest                  | Titel                       |
| ------ | ------------------------ | --------------------------- |
| 1      | Customs                  | Rex                         |
| 2      | Gossip                   | Heavy cross                 |
| 3      | Muse                     | Uprising                    |
| 4      | The Hickey Underworld    | Future words                |
| 5      | Depeche Mode             | Wrong                       |
| 6      | Jasper Erkens            | Waiting like a dog          |
| 7      | Kings of leon            | Use Somebody                |
| 8      | Absynthe Minded          | Envoi                       |
| 9      | Eels                     | That look you give that guy |
| 10     | Editors                  | Papillon                    |
| 11     | Placebo                  | For what it's worth         |
| 12     | Team William             | You have my heart okay      |
| 13     | Jasper Erkens            | Stay alive                  |
| 14     | Pearl Jam                | The fixer                   |
| 15     | Dizzee Rascal            | Bonkers                     |
| 16     | Daan                     | Exes                        |
| 17     | Arctic Monkeys           | Crying lightning            |
| 18     | U2                       | Get on your boots           |
| 19     | Bloc Party               | One more chance             |
| 20     | The Black Box Revelation | High on a wire              |
| 21     | Green day                | 21 guns                     |
| 22     | Customs                  | Justine                     |
| 23     | Kings of leon            | Notion                      |
| 24     | AC/DC                    | Anything goes               |
| 25     | Starsailor               | Tell me it's not over       |
| 26     | White Lies               | Fairwell to the fairground  |
| 27     | A brand                  | Mad love sweet love         |
| 28     | Triggerfinger            | Is it                       |
| 29     | Razorlight               | Wire to wire                |
| 30     | The Airborne Toxic Event | Sometime around midnight    |

1985 · 1986 · 1987 · 1988 · 1989 · 1990 · 1991 · 1992 · 1993 · 1994 · 1995 · 1996 · 1997 · 1998 · 1999 · 2000 · 2001 · 2002 · 2003 · 2004 · 2005 · 2006 · 2007 · 2008 · 2009 · 2010 · 2011 · 2012 · 2013 · 2014